# Phùng Nguyễn Phương Nhi
Phùng Nguyễn Phương Nhi (* 23. August 1990) ist eine vietnamesische Badmintonspielerin. 

## Karriere
Phùng Nguyễn Phương Nhi startete 2007 bei den Südostasienspielen. Im Dameneinzel wurde sie dort Neunte. Bei den Spielen 2011 wurde sie sowohl im Doppel als auch im Einzel Neunte. Mit dem vietnamesischen Team belegte sie dort Rang fünf. Bei den Singapur International 2011 wurde sie Dritte im Mixed.